# Sciopero studentesco del 1229 all'Università di Parigi
Lo sciopero studentesco del 1229 all'Università di Parigi fu attuato come reazione all'uccisione di alcuni studenti che erano stati condannati alla pena capitale per una rivolta da essi messa in atto; gli studenti della Capitale indissero uno sciopero che si protrasse oltre due anni e che ottenne, come effetto, l'adozione di importanti riforme dell'università medievale.
L'evento mise in luce le lotte di potere delle fazioni locali (cittadini e studenti forestieri con la Chiesa cattolica, l'esistenza di leader laici, l'emergere di una classe studentesca, l'indebolimento del potere di controllo sull'università da parte dell'autorità della Chiesa locale).
L'Università di Parigi fu posta sotto il diretto patrocinio del pontefice, all'interno di un programma di accentramento della struttura della Chiesa che si era intensificato sotto il papato di Innocenzo III.

## Contesto storico
L'Università di Parigi era uno dei primi atenei dell'Europa medievale ed era considerata la più prestigiosa dell'epoca per chi volesse focalizzarsi sugli studi teologici. Era stata fondata a metà del XII secolo e aveva ricevuto un riconoscimento formale dalla Chiesa nel 1200. Era inizialmente gestita direttamente dall'arcivescovo di Parigi e gli studenti erano considerati alla stregua di membri del clero; per questo motivo erano tenuti a vestire particolari vesti e a tagliare i capelli alla sommità del capo con la tonsura, per rendere riconoscibile il fatto che fossero chierici.
Gli studenti si comportavano secondo le regole del diritto canonico e non erano soggetti al diritto e alle corti del re. Questo statuto di protezione comportava alcuni problemi: gli studenti tendevano ad abusare della libertà che era loro accordata nei confronti delle leggi della città; queste ultime non avevano alcun mezzo diretto per imporsi e potevano solo far ricorso a tribunali ecclesiastici (privilegium fori).
Gli studenti erano giovani, provenivano da molte regioni d'Europa e parlavano varie lingue, venendo contraddistinti in base alla lingua madre. Il latino rappresentava la lingua franca con cui comunicare nell'ambiente scolastico. Infine, le comunità erano organizzate in quattro "nationes": la natio francese, la natio piccarda, quella normanna e una quarta eterogenea e poliglotta, denominata in modo sbrigativo "inglese" perché dominata da parlanti inglese, ma composta anche da tedeschi, scandinavi, ed europei orientali. 
La stragrande maggioranza degli studenti proveniva dalle classi aristocratiche e dalle élite  d'Europa, dal momento che il costo del viaggio, il mantenimento presso una città universitaria, il costo delle lezioni universitarie di base, erano fuori dalle possibilità economiche delle classi povere.